# Mariana Rios Botelho
 Mariana Rios Botelho (Araxá, Minas Gerais, Brasil; 5 de julio de 1985) es una actriz, cantante, compositora y modelo brasileña.

## Biografía
Nació en Araxá y años más tarde se trasladó a Uberaba, donde hizo shows con bandas en bares. Comenzó a cantar a la edad de 7 años. Ha participado en festivales de música y fue contratada por un estudio a cantar en Inglés. A los 18 años, se trasladó a Río de Janeiro, donde se graduó en la casa de arte Laranjeiras. Antes de Malhação, participó en dos musicales con Oswaldo Montenegro: Tipos y Pueblo de los vientos. Participó en sus tres DVD. También estuvo en la banda de Lois Lain. En 2002 Mariana Ríos asistió al programa Fama, reality show que busca encontrar un nuevo ídolo musical, pero no llegó a semifinales, siendo eliminada antes.
En 2008 hizo en la serie Malhação como Yasmín. En la serie, la actriz también pudo utilizar su talento como cantante cuando se creó el grupo Faniquito. Con el éxito de Yasmín, Mariana fue la portada de la edición de agosto de 2008 de la revista Capricho (número 1051). La actriz ganó el Best of the Year Award 2008 del programa Faustão Domingão en la categoría de actriz revelación. En septiembre de 2009, lanzó su primer disco solista, por Som Livre por medio de LGK Music, con un lanzamiento inicial de 10 000 ejemplares. El CD está siendo distribuido por Sony Music, que compró LGK Music, y tuvo una nueva lanzamiento con 3000 copias. El primer álbum de Mariana hasta la fecha ha vendido cerca de 25 mil ejemplares. En 2010, grabó su participación en los DVD de 25 años de Exaltasamba con la canción «Viver Sem Ti», que fue un éxito en las listas.
En 2012, la actriz interpretó a la villana Drica en la novela Salve Jorge.

### Vida privada
Mariana vive en Río de Janeiro desde los 18 años. Fue pareja de Diego Ferrero, vocalista de la banda musical NX Zero.

## Filmografía

### Televisión
- 2013 - Além do Horizonte - Celina
- 2012 - La guerrera - Adriana Vieira Lacerda (Drica)[4]
- 2011 - La vida sigue - Nina
- 2010 - Río del destino (Araguaia) - Nancy Santos[5]
- 2007 - Malhação - Yasmín Fontes[6]
- 2022 - Ilha Record - Presentadora
- 2023 - A Grande Conquista - Presentadora

### Cine
- 2012 - El Lorax (The Lorax) - Audrey[Nota 1][7]
- 2012 - Totalmente Inocentes - Gildinha[8]
- 2011 - Não Se Preocupe, Nada Vai Dar Certo - Fulana

## Discografía

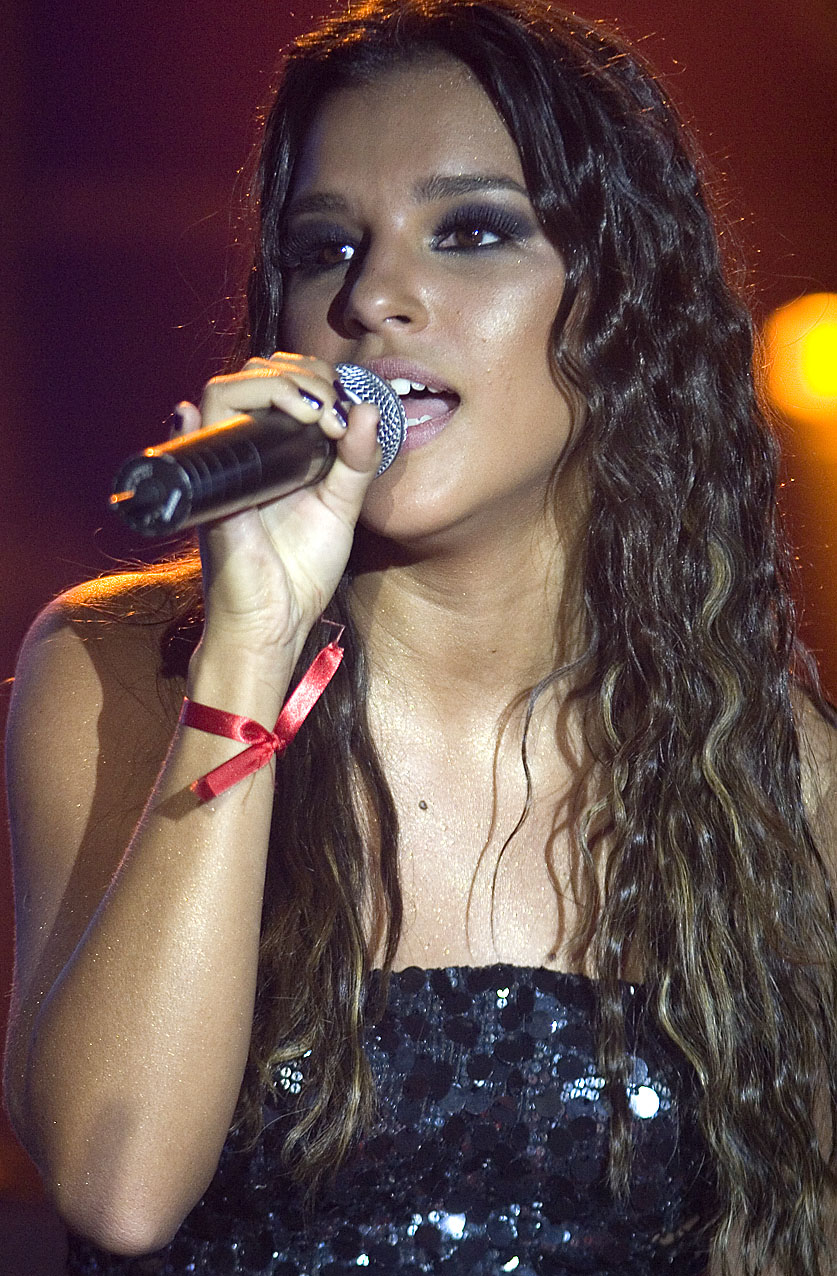
Mariana Rios cantando en el Canecão en 2009.

| Álbumes de estudio - 2009: Mariana Rios | Sencillos - 2009: «Incendeia» - 2009: «Insônia» - 2010: «50 Graus» - 2011: «Viver Sem Ti» |

## Premios y nominaciones
| Año  | Premio                               | Categoría               | Rol/Novela         | Resultado |
| ---- | ------------------------------------ | ----------------------- | ------------------ | --------- |
| 2008 | Prêmio Extra de TV                   | Revelación femenina     | Yasmín en Malhação | Nominada  |
| 2008 | Melhores do Ano: Domingão do Faustão | Actriz revelación       | Yasmín en Malhação | Ganadora  |
| 2009 | Capricho Awards                      | Mejor actriz nacional   | Yasmin en Malhação | Ganadora  |
| 2011 | 13.ª Prêmio Contigo                  | Mejor actriz de reparto | Nancy en Araguaia  | Nominada  |